# CAMECA
CAMECA是法國一家科学仪器制造商，主要生產基于带电粒子束、离子或电子的材料分析仪器。該公司在美国、日本、韩国、中華民國和德国设有子公司。

## 历史
该公司成立于1929年，當時是Compagnie générale de la télégraphie sans fil (CSF) 的子公司，當時該公司主要是是为大型电影院放映室设计和制造电影放映机。
第二次世界大战後，在Maurice Ponte的推动下，该公司開始制造科学仪器。